# Volta a l'Algarve 2014
La Volta a l'Algarve 2014 fou la 40a edició de la Volta a l'Algarve. La cursa formava part de l'UCI Europa Tour 2014 i es disputà en cinc etapes entre el 19 i el 23 de febrer de 2014. El vencedor final fou el polonès Michał Kwiatkowski (Omega Pharma-Quick Step), que s'imposà per davant l'espanyol Alberto Contador (Team Tinkoff-Saxo) i el portuguès Rui Costa (Lampre-Merida).
En les classificacions secundàries Rui Costa (Lampre-Merida) guanyà la classificació dels punts, Valter Pereira (Banco BIC-Carmim) la de la muntanya i César Fonte (Rádio Popular) la dels esprints. El Lampre-Merida guanyà la classificació per equips.

## Equips participants
Classificada amb una categoria 2.1 de l'UCI Europa Tour, la Volta a l'Algarve és oberta a la participació dels UCI ProTeams amb un màxim del 50% dels equips participants, els equips continentals professionals, els equips continentals i els equips nacionals.
20 equips participen en aquesta cursa - 8 ProTeams, 5 equips continentals professionals i 7 equips continentals:
| Nom de l'equip          | País          | Codi |
| ----------------------- | ------------- | ---- |
| Belkin Pro Cycling Team | Països Baixos | BEL  |
| Team Europcar           | França        | EUC  |
| FDJ                     | França        | FDJ  |
| Team Katusha            | Rússia        | KAT  |
| Lampre-Merida           | Itàlia        | LAM  |
| Movistar Team           | Espanya       | MOV  |
| Omega Pharma-Quick Step | Bèlgica       | OPQ  |
| Team Tinkoff-Saxo       | Rússia        | TCS  |

| Nom de l'equip         | País     | Codi |
| ---------------------- | -------- | ---- |
| Caja Rural-Seguros RGA | Espanya  | CJR  |
| Cofidis                | França   | COF  |
| NetApp-Endura          | Alemanya | TNE  |
| RusVelo                | Rússia   | RVL  |
| Wanty-Groupe Gobert    | Bèlgica  | WGG  |

| Nom de l'equip           | País                | Codi |
| ------------------------ | ------------------- | ---- |
| Banco BIC-Carmim         | Portugal            | BBC  |
| Efapel-Glassdrive        | Portugal            | EFG  |
| LA Aluminios-Antarte     | Portugal            | LAA  |
| Louletano-Dunas Douradas | Portugal            | LDD  |
| OFM-Quinta da Lixa       | Portugal            | OFM  |
| Rádio Popular            | Portugal            | BOA  |
| Skydive Dubai            | Emirats Àrabs Units | SKD  |

## Etapes
| #        | Data         | Recorregut                 |                   | Km    | Vencedor d'etapa         | Líder de la general      |
| -------- | ------------ | -------------------------- | ----------------- | ----- | ------------------------ | ------------------------ |
| 1a etapa | 19 de febrer | Faro - Albufeira           | Etapa plana       | 160,0 | Sacha Modolo (ITA)       | Sacha Modolo (ITA)       |
| 2a etapa | 20 de febrer | Lagoa - Monchique          | Etapa plana       | 196,0 | Michał Kwiatkowski (POL) | Michał Kwiatkowski (POL) |
| 3a etapa | 21 de febrer | Vila do Bispo - Sagres     |                   | 13,6  | Michał Kwiatkowski (POL) | Michał Kwiatkowski (POL) |
| 4a etapa | 22 de febrer | Almodôvar - Alto do Malhão | Etapa de muntanya | 164,5 | Alberto Contador (ESP)   | Michał Kwiatkowski (POL) |
| 5a etapa | 23 de febrer | Tavira - Vilamoura         | Etapa plana       | 155,8 | Mark Cavendish (GBR)     | Michał Kwiatkowski (POL) |

## Classificació general final
|    | Ciclista                 | Equip                   | Temps       |
| -- | ------------------------ | ----------------------- | ----------- |
| 1  | Michał Kwiatkowski (POL) | Omega Pharma-Quick Step | 16h 29' 57" |
| 2  | Alberto Contador (ESP)   | Team Tinkoff-Saxo       | + 19"       |
| 3  | Rui Costa (POR)          | Lampre-Merida           | + 32"       |
| 4  | Alexandre Geniez (FRA)   | FDJ                     | + 1' 13"    |
| 5  | Wilco Kelderman (NED)    | Belkin Pro Cycling Team | + 1' 32"    |
| 6  | Rubén Fernández (ESP)    | Caja Rural-Seguros RGA  | + 1' 33"    |
| 7  | Eduard Prades (CAT)      | OFM-Quinta da Lixa      | + 1' 35"    |
| 8  | Chris Horner (USA)       | Lampre-Merida           | + 1' 35"    |
| 9  | Simon Špilak (SLO)       | Team Katusha            | + 1' 41"    |
| 10 | Edgar Pinto (POR)        | LA Alumínios-Antarte    | + 1' 42"    |

## Evolució de les classificacions
| Etapa | Vencedor           | Classificació general | Classificació de la muntanya | Classificació dels esprints | Classificació per punts | Millor portuguès | Classificació per equips |
| ----- | ------------------ | --------------------- | ---------------------------- | --------------------------- | ----------------------- | ---------------- | ------------------------ |
| 1     | Sacha Modolo       | Sacha Modolo          | Valter Pereira               | César Fonte                 | Sacha Modolo            | César Fonte      | Lampre-Merida            |
| 2     | Michał Kwiatkowski | Michał Kwiatkowski    | Valter Pereira               | César Fonte                 | Rui Costa               | Rui Costa        | Lampre-Merida            |
| 3     | Michał Kwiatkowski | Michał Kwiatkowski    | Valter Pereira               | César Fonte                 | Rui Costa               | Rui Costa        | Lampre-Merida            |
| 4     | Alberto Contador   | Michał Kwiatkowski    | Valter Pereira               | César Fonte                 | Rui Costa               | Rui Costa        | Lampre-Merida            |
| 5     | Mark Cavendish     | Michał Kwiatkowski    | Valter Pereira               | César Fonte                 | Rui Costa               | Rui Costa        | Lampre-Merida            |
| Final | Final              | Michał Kwiatkowski    | Valter Pereira               | César Fonte                 | Rui Costa               | Rui Costa        | Lampre-Merida            |